# Университет Святого Фомы Аквинского

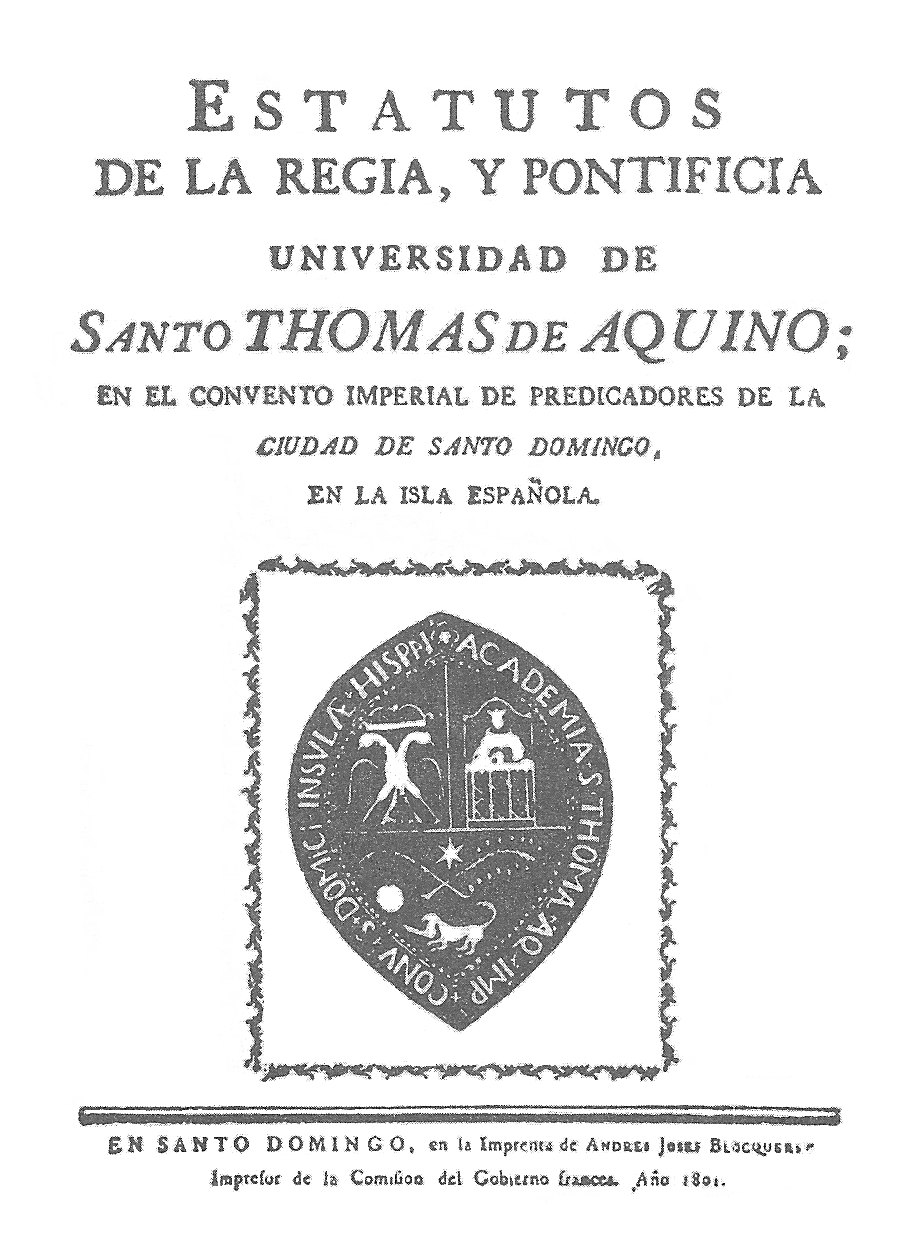
Устав университета святого Фомы Аквинского. Публикация 1801 г., Санто-Доминго.

Университет святого Фомы Аквинского в Санто-Доминго был основан в период правления испанского короля Карла V.
Это было первое (в неофициальном статусе) высшее учебное заведение в Западном полушарии.
Семинария была создана здесь в 1518 году. Первоначально она управлялась католическими монахами Доминиканского ордена, заведение было реорганизовано в университет папской буллой
(In Apostulatus Culmine, изданная 28 октября 1538 года папой Павлом III); тем не менее, он не был официально признан королевским указом до 1558 года.
По структуре и назначению новый университет был сделан по примеру также закрытого к настоящему времени университета в городе Алькала-де-Энарес (Испания).
В этом качестве он стал знаменосцем для средневековой идеологии испанского завоевания Америки, и поэтому получил королевское признание в 1558 году.
В вышедшем королевском указе университету было присвоено имя святого Фомы Аквинского.
Университет прекратил существование в 1823 году, с вступлением в страну войск Гаити.